# Marc Estaci Prisc
Marc Estaci Prisc (en llatí: Marcus Statius Priscus Licinius Italicus) va ser un magistrat romà del segle ii. Probablement era originari de la província romana de Dalmàcia, on els cognoms Statius i Priscus eres bastant comuns i pertanyia a la classe social dels cavallers.
Va començar la seva carrera política com Prefecte de la Cohors IIII Lingonum equitata, estacionada a Britànnia. Més tard va ser nomenat Tribú militar de la Legió III Gallica, destinada a Judea per reprimir la Revolta de Bar Kokhebà entre el 132 i el 135. Per la seva valerosa actuació, l'emperador Hadrià el va condecorar amb un vexillum o estendard de cavalleria.
Esclafada la revolta a Judea, va ser tribú de la Legió X Gemina i la Legió I Adiutrix, estacionades respectivament a la província de Pannònia i Aquinqum. Finalment, va culminar la seva carrera militar com Praefectus de l'Ala Praetori.
El seu primer càrrec polític va ser com a procurador a la Gàl·lia Narbonesa i, gràcies al favor imperial, va ascendir successivament a qüestor, tribú de la plebs i pretor, ingressant finalment al Senat romà.
Com a Pretor, va comandar la Legió XIV Gèmina en la província de Pannònia i la Legió XIII Gèmina a la Dàcia. Entre el 157 i el 158 va ser el governador d'aquesta darrera província.
Va ser elegit cònsol el 159 junt amb Plauci Quintil, dos anys abans de morir l'emperador Antoní Pius.
Entre el 160 i el 161 era el governador de Mèsia i a la mort d'Antoní, va ser enviat a Britànnia, reemplaçant a Longinus. No hi ha gaires detalls del seu mandat a Britànnia, si bé sembla que va ser proclamat emperador per les seves tropes davant les dificultats que tenia Marc Aureli, però ell s'hi va negar categòricament.
Va ser un dels generals que el següent emperador Marc Aureli va enviar per dirigir la guerra contra els parts, del 162 al 165. Va reemplaçar a Sedaci Marc Severià, que havia estat derrotat per Vologès IV de Pàrtia i va participar en la guerra com assessor del coemperador Luci Aureli Ver. Va conquerir Artàxata, la capital d'Armènia, regne que va recuperar i posar sota la influència romana.